# Нанто
Нанто (яп. 南砺市 Нанто-си) — город, расположенный в префектуре Тояма, Япония. Площадь города составляет 668,86 км², население — 52 187 человек (1 июля 2014), плотность населения — 78,02 чел./км².
Город основан 1 ноября 2004 года в результате слияния посёлков Фуконо, Инами, Дзёхана и Фукумицу и сёл Инокути, Камитайра, Тайра и Тога, из которых все, кроме Фукумицу, входили в состав уезда Хигаситонами. Фукумицу входил в уезд Ниситонами.
Город берёт своё название от положения относительно соседнего города Тонами: «нан» (яп. 南) означает «юг», а «то» (яп. 砺) — первый слог названия города Тонами.
Географически город очень разнообразный, содержащий множество рек, долин, гор и озёр, а также богатую почву для рисовых полей.